# Feliciana Iaccio
Feliciana Iaccio (Napoli, 22 settembre 1960) è una conduttrice televisiva italiana, attiva a cavallo degli anni ottanta e degli anni novanta.

## Biografia
Dopo un breve periodo di "gavetta" in una televisione locale di Napoli, Canale 21, ottiene un ruolo nella trasmissione Indietro tutta! nel 1987-1988, dove interpretava una delle due "Guardiane" (l'altra era Maria Grazia Cucinotta). Nello stesso periodo con Edoardo Bennato gira il video de La città obliqua dell'album OK Italia.
In seguito ha lavorato per il Festival di Sanremo, seguendo i collegamenti esterni per il televoto. 
Ha presentato dal 1989 al 1991 la versione italiana della trasmissione Giochi senza frontiere, prima con Claudio Lippi (1989-1990), poi con Ettore Andenna (1991). Con quest'ultimo conduce anche una puntata speciale del programma, in diretta televisiva da Macao.
Nel 1991 ha presentato, insieme a Massimo Ranieri, le sette serate della trasmissione estiva Splash... un'estate al massimo, per Rai Uno, trasmessa dall'Auditorium di Napoli.
L'anno successivo conduce un altro programma estivo di Rai Uno, Mi raccomando, sempre con Ranieri, trasmessa in sette puntate in prima serata.
Nello stesso 1992 ha inciso il disco Zingarosa per l'etichetta Dischi Ricordi. Sempre nello stesso anno si ritira dalle scene, in seguito alla nascita della sua prima figlia, Ludovica Frasca, che il 14 ottobre 2013 diventa Velina.